# Heimwehr

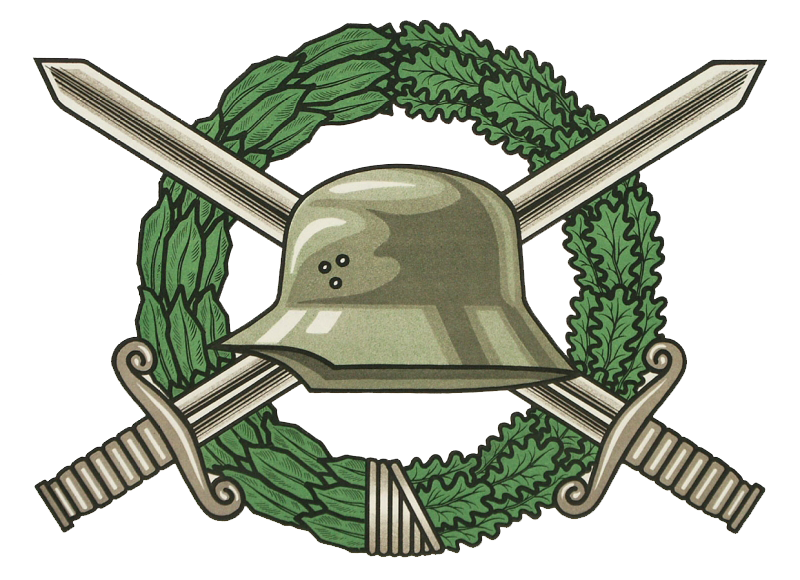
Emblème de l'Heimatschutz.

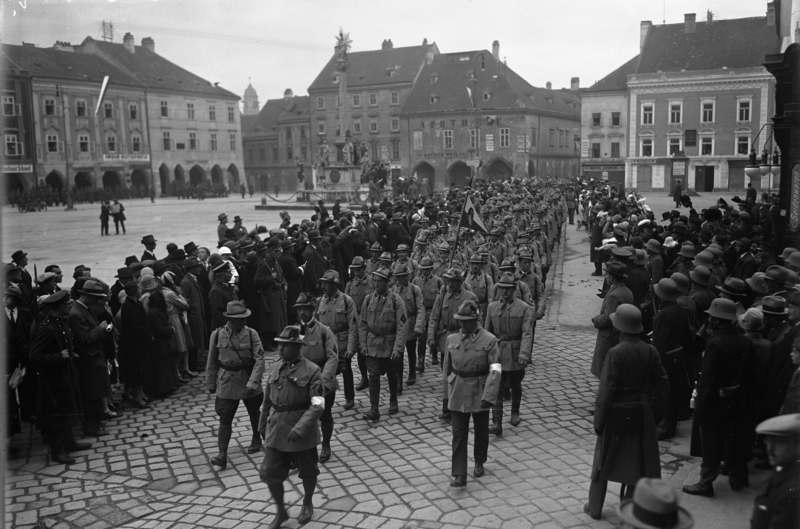
Parade de l'Heimwehr à Wiener Neustadt en 1931.

L’Heimwehr ou parfois Heimatschutz (Garde locale) était un groupe paramilitaire nationaliste en Autriche dans les années 1920 et 1930, idéologiquement comparable aux Freikorps nationalistes allemands.

## Histoire
L'Heimwehr était l'émanation de l'austrofascisme la plus visible et conçue comme bras armé dans une future guerre civile dans la première république autrichienne. Son aile droite, l’Heimatschutz, tente en vain de renverser le gouvernement, en septembre 1931 (Putsch de Pfrimer), pour mettre en place un État autoritaire. Bien qu'opposé à une démocratie parlementaire, l'Heimwehr a maintenu une aile politique connue sous le nom de Heimatblock, qui a coopéré avec le gouvernement conservateur d'Engelbert Dollfuss, avant que celui-ci n'instaure en 1934 l'austrofascisme. Ainsi, on peut comparer l'Heimwehr au Stahlhelm allemand, milice nationaliste issue des Freikorps et composée de vétérans du parti conservateur allemand DNVP. 
En 1936, l'Heimwehr fusionne au sein du Front patriotique et une nouvelle milice est mise en place, la Frontmiliz.

## Composition
Formée principalement de soldats démobilisés après la Première Guerre mondiale, l'Heimwehr était initialement formée de milices organisées de manière à défendre les frontières de l'Autriche. En Carinthie, par exemple, elle avait pour mission de défendre le territoire des incursions des troupes slovènes et yougoslaves après la dissolution de l'armée à la suite du traité de Saint Germain-en-Laye. En 1920, l'Heimwehr organisera de graves désordres dans les universités et l'Ecole Polytechnique. 
Par la suite, le premier chancelier chrétien-social Ignaz Seipel a réorganisé l'Heimwehr comme force paramilitaire et contrepoids de la milice socialiste, le Schutzbund. Cette politisation croissante conduit notamment l'Heimwehr à aider la police à réprimer la révolte de juillet de 1927. L'Heimwehr sera également partie prenante dans la guerre civile autrichienne, en réprimant les socialistes du Republikanischer Schutzbund.